# Tendrement vôtre
Albums de Lorie
Près de vous
(2002) Live Tour 2003
(2003)
Tendrement vôtre est la seconde vidéo de la chanteuse Lorie sorti le 5 mai 2003. Elle a été produite par Johnny Williams et réalisée par Mike Usura.

## Résumé
« Retrouve moi pour encore plus de secrets : l'enregistrement de mon deuxième album « Tendrement », mes voyages, mes moments de détentes, mes séances de photos et de stylisme, mes amis, mes proches, mes moments de folie avec mes copines... Toujours plus de surprises rien que pour toi. »

## Fonctions

### Caractéristiques techniques du DVD
1. Zone 2 - PAL - DVD 9 - Couleur - 1 face
2. Durée : 1 h 35 min environ
3. Écran : 1:33 (4/3)
4. Son : Français 2.0 Dolby Digital stéréo

Également disponible en VHS.

### Bonus
1. Clips : J'ai besoin d'amour, À 20 ans
2. Karaoké : J'ai besoin d'amour, À 20 ans
3. Bêtisier
4. Making Of : Je serai

## Classement du DVD
| Classement hebdomadaire | Meilleure position |
| ----------------------- | ------------------ |
| France                  | 1                  |
| Belgique (Fr)           | 1                  |
| Suisse                  | —                  |